# Anopheles anchietai
Anopheles anchietai este o specie de țânțari din genul Anopheles, descrisă de Correa și Ramahlo în anul 1968. Conform Catalogue of Life specia Anopheles anchietai nu are subspecii cunoscute.